# 孔特尔
孔特尔（法語：Contres，法語發音：[kɔ̃tʁ]）是法国卢瓦-谢尔省的一个旧市镇，位于该省西南部，属于布卢瓦区。2019年，孔特尔与临近的4个市镇合并为新市镇索洛涅地区勒孔特鲁瓦，孔特尔为新市镇行政中心。。

## 地理
孔特尔（47°25'8"N, 1°25'40"E）面积36.09 平方千米，位于法国中央-卢瓦尔河谷大区卢瓦-谢尔省，该省份为法国中北部省份，北起厄尔-卢瓦省，东北接卢瓦雷省，东南接谢尔省，南至安德尔省，西南接安德尔-卢瓦尔省，西北接萨尔特省。
与孔特尔接壤的市镇（或旧市镇、城区）包括：舍韦尼、舒西、凡村、索洛涅地区方丹、弗雷讷、瓦利、萨赛、索洛涅地区苏万、特奈。

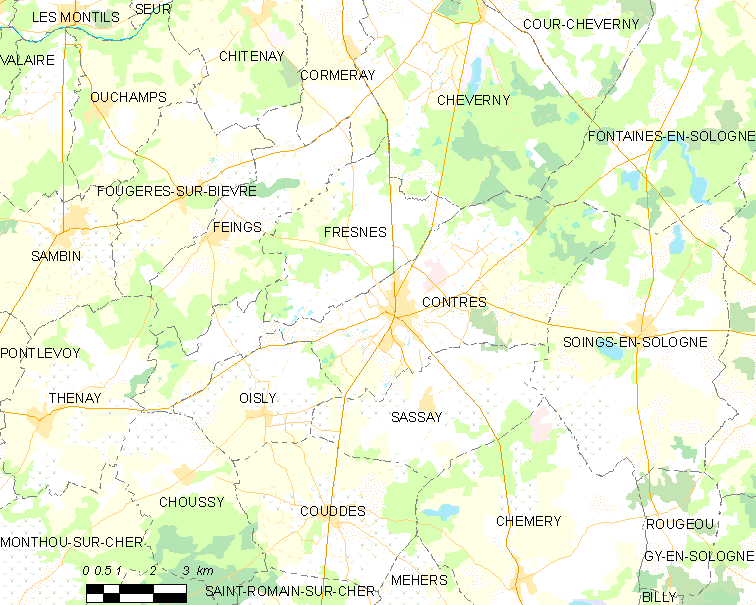
孔特尔的OSM定位图

孔特尔的时区为UTC+01:00、UTC+02:00（夏令时）。

## 行政
孔特尔的邮政编码为41700，INSEE市镇编码为41059。

## 政治
孔特尔所属的省级选区为蒙特里沙尔-瓦勒德谢尔县。

## 人口

1962-2008年间孔特尔人口变化图示

孔特尔于2018年1月1日时的人口数量为3631人。